# Скрибнер (Небраска)
Скрибнер (англ. Scribner) — місто (англ. city) в США, в окрузі Додж штату Небраска. Населення — 843 особи (2020).

## Географія
Скрибнер розташований за координатами 41°39′49″ пн. ш. 96°39′51″ зх. д. / 41.66361° пн. ш. 96.66417° зх. д. (41.663548, -96.664175).  За даними Бюро перепису населення США в 2010 році місто мало площу 1,69 км², з яких 1,65 км² — суходіл та 0,04 км² — водойми.

## Демографія
Згідно з переписом 2010 року, у місті мешкало 857 осіб у 385 домогосподарствах у складі 222 родин. Густота населення становила 506 осіб/км².  Було 443 помешкання (262/км²).
Расовий склад населення:
| - 95,7 % — білих - 0,8 % — корінних американців - 0,7 % — азіатів - 0,5 % — чорних або афроамериканців |

До двох чи більше рас належало 1,9 %. Частка іспаномовних становила 0,9 % від усіх жителів.
За віковим діапазоном населення розподілялося таким чином: 21,6 % — особи молодші 18 років, 48,4 % — особи у віці 18—64 років, 30,0 % — особи у віці 65 років та старші. Медіана віку мешканця становила 50,4 року. На 100 осіб жіночої статі у місті припадало 95,2 чоловіків;  на 100 жінок у віці від 18 років та старших — 92,6 чоловіків також старших 18 років.
Середній дохід на одне домашнє господарство  становив 50 366 доларів США (медіана — 46 118), а середній дохід на одну сім'ю — 63 632 долари (медіана — 60 104). За межею бідності перебувало 12,4 % осіб, у тому числі 20,3 % дітей у віці до 18 років та 12,3 % осіб у віці 65 років та старших.
Цивільне працевлаштоване населення становило 438 осіб. Основні галузі зайнятості: освіта, охорона здоров'я та соціальна допомога — 30,8 %, виробництво — 18,0 %, роздрібна торгівля — 14,8 %.